# Stanser Verkommnis

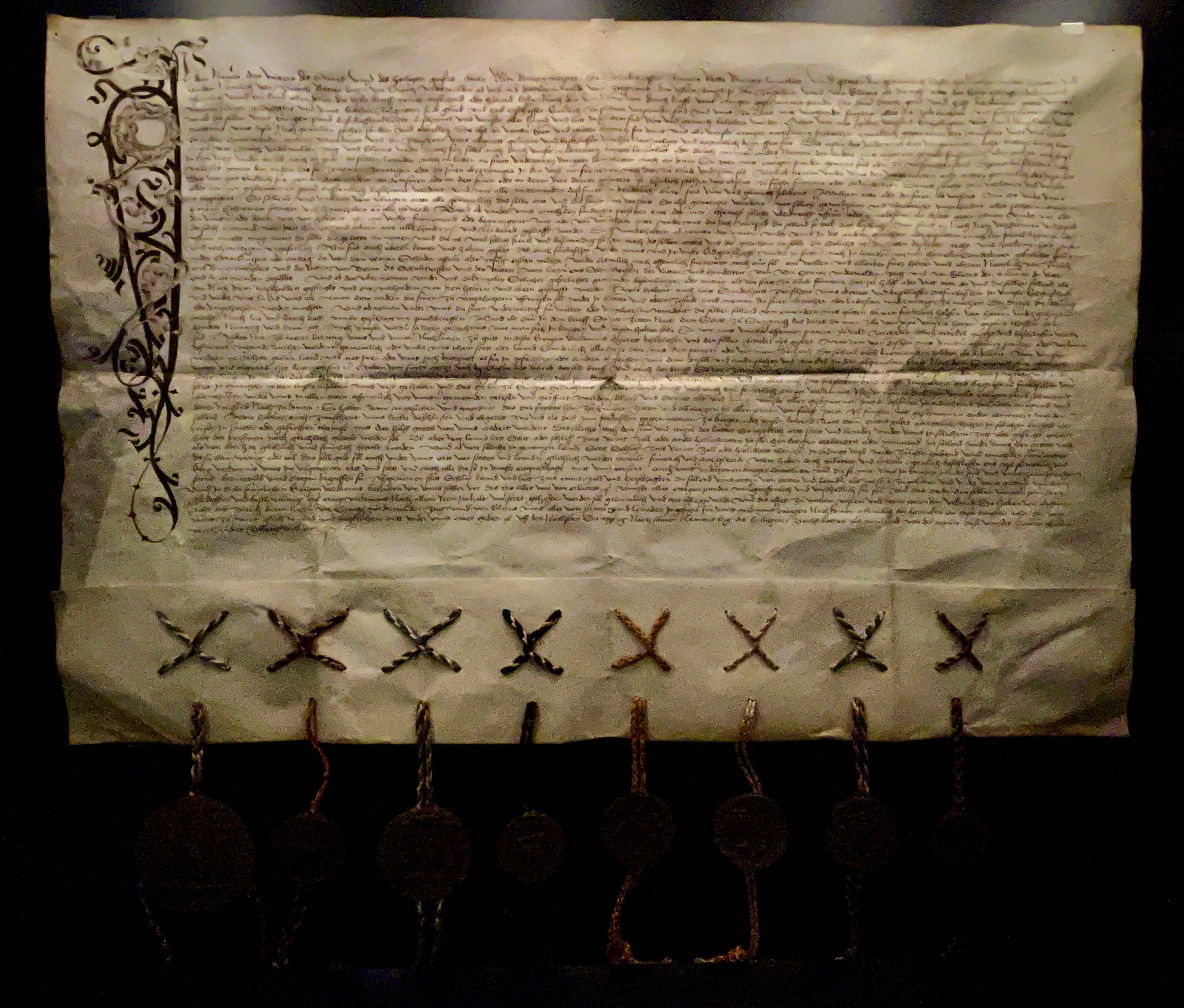
Stanser Verkommnis

Stanser Verkommnis, auch: Stanser Verträge, bezeichnet ein im Dezember 1481 geschlossenes Übereinkommen der Acht Orte des Bundes der Eidgenossen, mit dem der innere Konflikt, insbesondere zwischen Stadt- und Länderorten, beigelegt wurde. In der Folge expandierte der Bund der Eidgenossen bis 1513 auf Dreizehn Orte. Die Bezeichnung «Verkommnis» hat dabei nichts mit der Bedeutung des Verbs «verkommen» zu tun, sondern ist mit den Wörtern «Übereinkommen» und «Abkommen» verwandt.

## Vorgeschichte
Nach aussen hin hatte sich die Eidgenossenschaft in den Burgunderkriegen zwischen 1474 und 1477 behaupten können – in der Schlacht bei Murten 1476 erlitt Burgunderherzog Karl der Kühne die bis dahin vernichtendste Niederlage, in der Schlacht bei Nancy verlor der Herzog schliesslich sein Leben.
Im Innern aber kam es unter anderem über die Aufteilung von Kriegsbeute sowie die Vereinbarung des gegenseitigen Burgrechts zwischen den Stadtorten Zürich, Bern und Luzern auf der einen und Freiburg und Solothurn auf der anderen Seite zu Konflikten.
Angespannt war das Verhältnis der Acht Orte untereinander auch wegen Vorfällen wie dem «Saubannerzug» von rund 2000 Urnern, Schwyzern, Unterwaldnern, Zugern und Luzernern anlässlich der Fasnacht im Februar 1477. Dieser Raubzug unter einem Feldzeichen, das eine «Sau» auf blauem Grund zeigte, sollte ins damals noch savoyische Genf führen, um eine noch ausstehende Kriegskontribution einzutreiben. Diese Freischärler konnten aber von den eidgenössischen Stadtorten und vor allem Bern noch vor Lausanne gestoppt werden, indem die Stadt Genf gezwungen wurde, sich mit der Zahlung von 8000 Gulden an die Orte Uri, Schwyz, Unterwalden, Zug und Luzern von den Innerschweizern zu befreien. Um den Abzug der raub- und zerstörungslustigen Kämpfer zu beschleunigen, zahlte sie allen 1700 verbliebenen Teilnehmern des Saubannerzugs zudem noch zwei Gulden in die Hand und Alkohol auf den Weg. Um sich vor solchen Übergriffen aus den Länderorten der Innerschweiz zu schützen, gingen die Stadtorte untereinander Sonderbündnisse ein.

## Tagsatzung in Stans

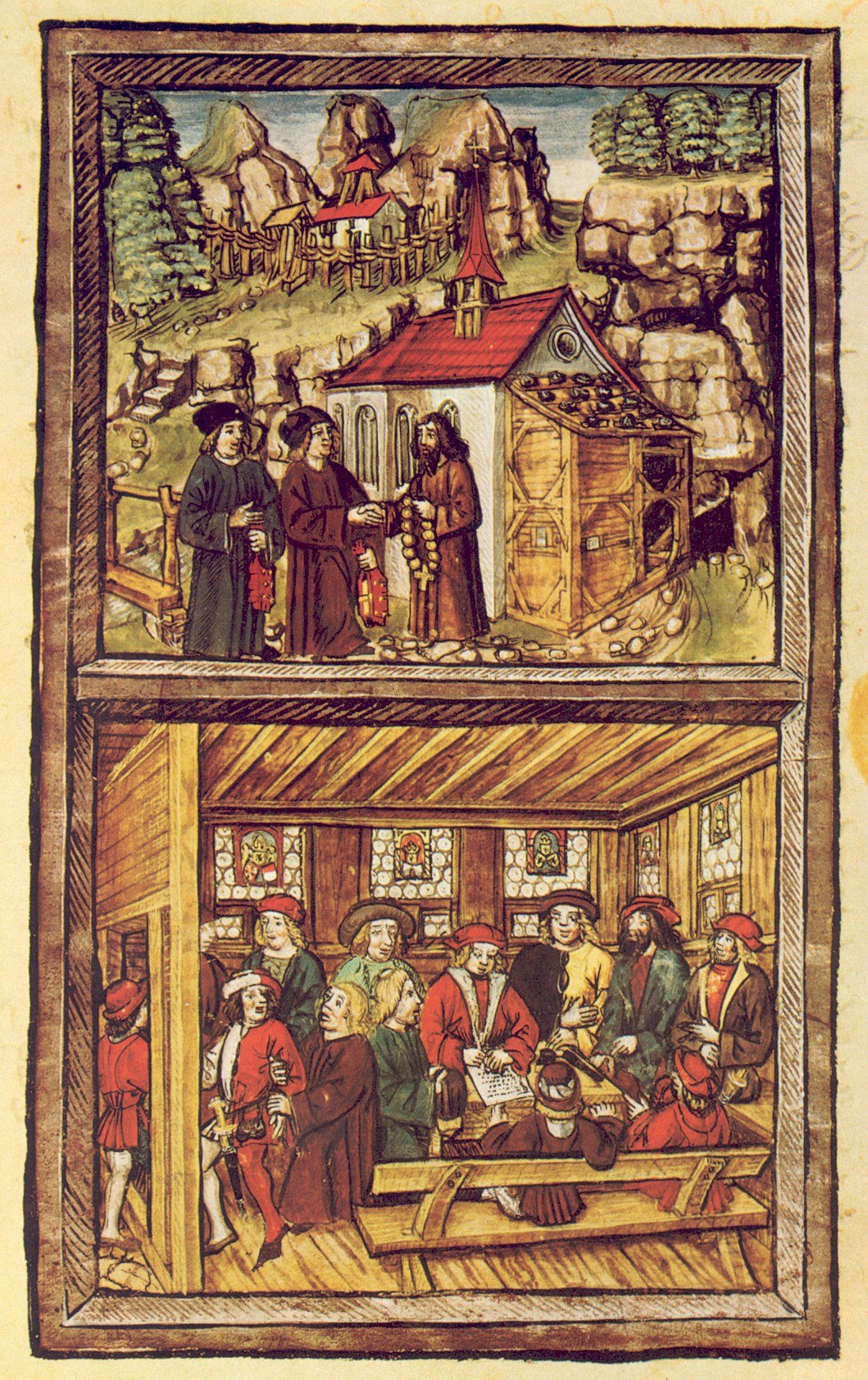
Illustration der Ereignisse in der Luzerner Chronik von 1513 (Diebold Schilling d. J.)

Im Dezember 1481 kamen Abgesandte der Acht Orte in Stans zu einer Tagsatzung zusammen, bei der über die verschiedenen Konfliktfelder Verhandlungen geführt werden sollten. Diese drohten allerdings zu scheitern – was letztlich das Bündnis an sich bedrohte.
Wie Diebold Schilling d. J., der bei der Tagsatzung anwesend war, in der Luzerner Chronik schilderte, habe sich die verfahrene Situation am 22. Dezember aufgelöst, nachdem der Stanser Pfarrer Heini (Heimo) Amgrund eine Botschaft des als Bruder Klaus im Ranft bekannten Einsiedlers Niklaus von Flüe überbracht habe. Amgrund sei in der Nacht zu Bruder Klaus gegangen und am Mittag mit dessen Botschaft zurückgekehrt, die zu einer Einigung führte. Der Inhalt dieser Botschaft ist allerdings nicht überliefert. Heute gibt es einen am Winkelrieddenkmal oberhalb des Dorfes Stans beginnenden Wander- und Pilgerweg in die Ranftschlucht, den «Bruder-Klausen-Weg», gleichzeitig eine Etappe des Jakobswegs.

## Inhalt
Der Kompromiss bestand darin, Freiburg und Solothurn in den Bund aufzunehmen und im Gegenzug das Burgrecht abzuschaffen. Die Einigung umfasste das Verbot gewaltsamer Überfälle auf Miteidgenossen oder deren Bundesgenossen; den Schutz eines überfallenen Ortes durch die anderen; die Bestrafung der Übeltäter entweder durch die heimatlichen Gerichte oder durch diejenigen am Tatort; ein Verbot von Gemeindeversammlungen oder Zusammenrottung ohne Erlaubnis der Obrigkeit; ein Verbot, die Untertanen eines anderen Ortes aufzuwiegeln; die Verpflichtung der Orte, bei Aufständen von Untertanen anderer Orte zu vermitteln und die Bestätigung des Sempacher- und Pfaffenbriefes. Die Bünde sollten alle fünf Jahre beschworen und dabei die drei Verkommnisse verlesen werden. Schliesslich sollte Kriegsbeute künftig unter die Orte nach Marchzahl (hier: Grösse der beteiligten Truppen) verteilt werden.